# Stay Out of Order
Stay Out of Order var det tredje albumet av punkbandet The Casualties, utgivet 2000.

## Låtlista
1. "No Way Out" - 2:34
2. "Proud to Be Punk" - 3:01
3. "Street Punk" - 2:00
4. "Fight for Your Life" - 2:27
5. "Time to Think" - 2:07
6. "Violence" - 1:43
7. "Same Fucking Song" - 2:02
8. "Just Another Lie" - 2:19
9. "Authority is Dead" - 1:45
10. "Preachers" - 1:45
11. "Way of Life" - 2:19
12. "Society's Fodder" - 8:07